# Viola brittoniana
Viola brittoniana är en violväxtart som beskrevs av Charles Louis Pollard. Viola brittoniana ingår i släktet violer, och familjen violväxter. Utöver nominatformen finns också underarten V. b. pectinata.